# SEGA CARD-GEN MLB
SEGA CARD-GEN MLB（セガ カードジェン エムエルビー）はセガ（後のセガ・インタラクティブ）が提供するメジャーリーグベースボールを題材にした野球カードを利用したアーケードゲーム、及びそのシリーズである。

## 概要
メジャーリーグ（MLB）を題材にしたゲームで、実名選手が多数カード化されている。プレイヤーはオンラインで全国対戦を行い、ワールドシリーズ優勝を目指す。
日本では2009年から複数回のロケーションテスト・期間限定稼働を繰り返し、2012年6月21日に『SEGA CARD-GEN MLB 2012』の稼働が開始した。2013年5月23日にはバージョンアップ版となる『SEGA CARD-GEN MLB 2013』の稼働が開始された。
ALL.Net・Aime対応。Aime対応カード（バナパスポートカード含む）もしくは電子マネー付き携帯電話を使えば成績が保存できる。
セガ・インタラクティブ設立当日である2015年4月1日午前4時にサービスを終了した。

## プレイの流れ

### 試合開始まで
1. コインを投入し、画面の「ゲームスタート」ボタンを押す事でゲームが開始される。ゲームを開始すると、まず筐体上部の払い出し口から選手カードが1枚排出される。
2. Aimeカードを初めて使用する場合、チーム情報の登録を行う。
3. 全国ネットワークでシーズンを戦う「シーズン」、開催中の大会に参加する「大会」、「CPU対戦」、「店舗内対戦」の4つのゲームモードからプレイするモードを選択する。
4. 筐体のフィールドに選手カードをセットし、試合に出場する選手を登録する。
5. オーダーを決定する。

### 試合進行
試合は「シミュレーションモード」と「プレイモード」がある。シミュレーションモードでは打撃結果がシミュレートされ自動的に試合が進行し、試合展開に応じて2-3回「チャンス」や「ピンチ」といった重要な局面でプレイヤー同士が操作するプレイモードに移行する。シミュレーションモードからプレイモードに移行せずに点が入ることもある。
プレイモードでは、投手は投げる球種・コース・警戒する作戦などを、打者は狙うコース・仕掛ける作戦などを設定。投手は投げるタイミングに合わせてアクションボタンを押すことで球威を決定し、打者はアクションボタンでスイングする。この時、投手と打者の指定したコースが当たると良いあたりに、外れると凡打になりやすくなる。プレイモードは1アウト取られるまで連続して行われる。

## 選手カード
選手カードはゲーム開始前に1枚排出され、各ポジションごとに筺体上部のスロットに挿入して使用する。試合中に選手カードを操作するような要素はない。カードは白、黒、レアの3種類があり、表面には選手の写真、所属チーム、ポジション（カードに記載されているポジションの他にも守備適性を持つ選手もいる）、バリュー（星の数）が表示されており、裏面には選手説明、身長・体重、投打、パラメータなどが表示されている。投手のパラメータは球速・球威・変化球・制球・スタミナ、野手のパラメータはパワー・ミート・走力・肩・守備力の5つがあり、最大値はそれぞれ20である。

## チーム
チームはDHを含めた野手9人と先発投手1人・中継ぎ投手2人・抑え投手1人から成り立っており、バリュー（コスト）内でチームを編成する。最初にAimeカードを登録した際のバリューの上限は12であり、試合を行う度に上限が上がる。カードがない場合はバリュー0のヘルプ選手が補充される。